# Sandro Gozi
Sandro Gozi (ur. 25 marca 1968 w Sogliano al Rubicone) – włoski polityk, prawnik i urzędnik, deputowany, w latach 2014–2018 podsekretarz stanu do spraw europejskich, reprezentujący Francję poseł do Parlamentu Europejskiego IX i X kadencji.

## Życiorys
W 1992 ukończył studia prawnicze na Uniwersytecie Bolońskim. Kształcił się również w zakresie stosunków międzynarodowych, uzyskując dyplom DEA w Instytucie Nauk Politycznych w Paryżu (1995) oraz magisterium na Université Libre de Bruxelles (1998). W 1996 doktoryzował się na bolońskiej uczelni z prawa publicznego.
Zajął się działalnością dydaktyczną w ramach różnych uczelni. W latach 1995–1996 pracował we włoskiej służbie dyplomatycznej. Od 1996 był urzędnikiem w Komisji Europejskiej. W latach 2000–2004 wchodził w skład gabinetu politycznego przewodniczącego KE Romano Prodiego, później do 2005 był członkiem zespołu doradców José Manuela Barroso do spraw polityki europejskiej. Następnie pełnił funkcję doradcy prezydenta Apulii Nichiego Vendoli oraz premiera Romano Prodiego.
W 2006 po raz pierwszy uzyskał mandat posła do Izby Deputowanych z ramienia Drzewa Oliwnego. Z powodzeniem ubiegał się o reelekcję w wyborach w 2008 i 2013 z listy powstałej w 2007 Partii Demokratycznej. W niższej izbie włoskiego parlamentu zasiadał do 2018. Pełnił m.in. funkcję przewodniczącego włoskiej delegacji do Zgromadzenia Parlamentarnego Rady Europy oraz wiceprzewodniczącego tego gremium. Od 2004 był zastępcą sekretarza generalnego Europejskiej Partii Demokratycznej, w 2010 powołany na wiceprzewodniczącego Partii Demokratycznej.
W latach 2014–2018 był podsekretarzem stanu do spraw europejskich w rządach, którymi kierowali Matteo Renzi i Paolo Gentiloni. W 2018 został wybrany na nowego przewodniczącego Unii Europejskich Federalistów.
W wyborach w 2019 z ramienia francuskiej koalicji skupionej wokół prezydenckiego ugrupowania LREM kandydował na deputowanego do PE IX kadencji. Uzyskał mandat poselski, jednak jego objęcie zostało zawieszone do czasu brexitu. W tym samym roku opuścił PD, dołączając do nowej partii Italia Viva. W lutym 2020 ostatecznie zasiadł w Europarlamencie. W 2024 utrzymał mandat europosła na kolejną kadencję.